# Isabel Torres Salas
Isabel Torres Salas (Cuenca, 1905- Granada, 1998) fue una farmacéutica, pionera en su campo, fue la única mujer entre los médicos y estudiantes de postgrado de la entonces Casa de Salud Valdecilla, actual Hospital Universitario Marqués de Valdecilla, en Santander, durante los años 30 del pasado siglo XX.

## Biografía
Isabel Torres Salas pertenece al grupo de universitarias que vivieron en la Residencia de Señoritas, siguiendo el programa de la Institución Libre de Enseñanza y de la Junta para la Ampliación de Estudios, que tenía como objetivo la regeneración del país con la formación de una élite intelectual que colocara a España en las corrientes científicas y culturales internacionales, dentro de un marco igualitario en el que la mujer pudiera participar en la investigación científica en las mismas condiciones que los hombres.

## Trayectoria
Tras licenciarse en 1928 en Farmacia por la Universidad Central de Madrid, se doctoró en la misma facultad, donde en 1932, presentó su tesis doctoral  titulada: “Contribución al estudio de la composición química de los alimentos españoles”, trabajo que  fue publicada en la revista médica española, la Gaceta Médica Española .
Desde 1929 estaba trabajando, al solicitar un puesto de formación, en el departamento de química de la recién fundada Casa de Salud de Valdecilla, con lo que se convirtió en  la primera mujer de la plantilla del hospital.
Durante ese tiempo, pese a  su interés por la investigación básica, fundamentalmente sobre vitaminas, sus superiores le asignaron tareas de investigación aplicada, en concreto investigaciones sobre el valor nutricional de la comida consumida en el hospital, con el fin de elaborar la dieta apropiada para cada paciente. Este trabajo le permitió elaborar el llamado “Esquema Dietético Puyal-Torres”, que fue pionero en su época, ya que relacionaba los contenidos de los alimentos en cuanto a hidratos, grasas y proteínas, con vistas a obtener raciones completas y equilibradas; lo cual supuso una ruptura con el manejo habitual de la alimentación en los hospitales de beneficencia.
En 1934 pasa a trabajar en  el Instituto de Patología Médica que dirigía el  doctor Marañón, donde coincidirá con el doctor José Collazo, con quien trabaja sobre la estructura de las vitaminas.
Solicita en esta época y obtiene  una  beca para continuar sus estudios  en Alemania, donde trabaja con el Premio Nobel  de Medicina Otto Meyerhoff en el Kaiser Wilhelm Institut de Heidelberg, entre 1934 y 1936, especializándose en fisiología del músculo y metabolismo de los hidratos de carbono.  Más tarde (1936)  se incorpora al Pathologisches Institut de la Universidad de Múnich, donde se centra en la estructura de la vitamina K con H. Dyckerhoff, dedicándose, por fin a la investigación básica que tanto le gustaba.
Regresa a Santander en 1939, al finalizar la guerra civil, y es en esta ciudad donde desarrolla su carrera como investigadora (y hasta el momento de su jubilación en 1966) en el Laboratorio Cántabro, conocido actualmente como IFC, del que llegó a ser directora técnica, y donde se dedicó al desarrollo de formulaciones, al control de calidad, a escribir ensayos y a la elaboración de buenas prácticas de fabricación.

## Reconocimientos
Se le ha dedicado el Aula Interdisciplinar Isabel Torres de Estudios de las Mujeres y del Género de la Universidad de Cantabria, constituida en el año 2004, y el Premio Isabel Torres a investigaciones sobre estas materias, que la mentada Aula otorga cada dos años. También tiene una calle en el Parque Científico y Tecnológico de Cantabria.